# Victor Batyrev

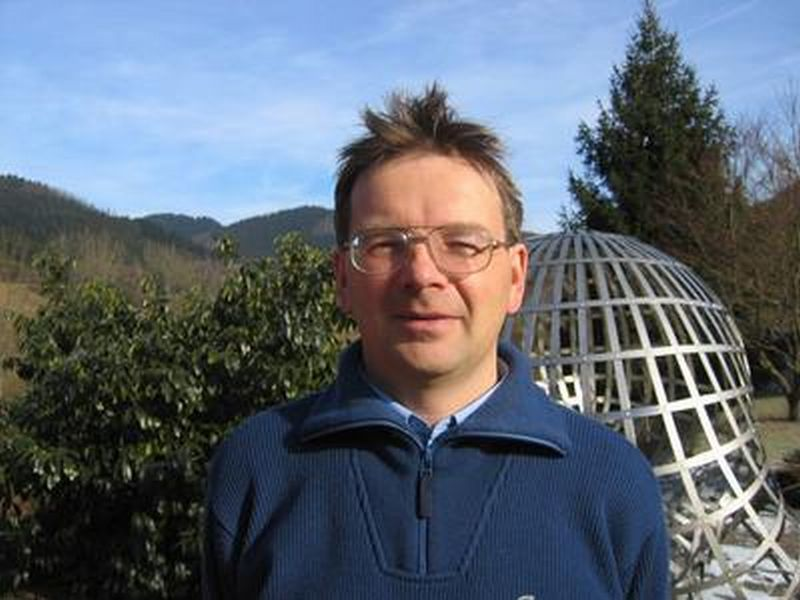
Victor Batyrev, 2006

Victor V. Batyrev (russisch Виктор Вадимович Батырев, Wiktor Wadimowitsch Batyrew; * 31. August 1961 in Moskau) ist ein russischer Mathematiker, der sich mit arithmetischer und algebraischer Geometrie befasst mit Anwendungen in mathematischer Physik. Er ist Professor an der Universität Tübingen.

## Leben
Batyrev studierte von 1978 bis 1985 Mathematik an der Lomonossow-Universität. Ab 1991 war er an der Universität Essen, wo er sich 1993 habilitierte. Er ist seit 1996 Professor in Tübingen.
Er befasst sich unter anderem mit der Spiegelsymmetrie (Mirror Symmetry) in der Algebraischen Geometrie, die Anwendungen in der Stringtheorie hat und aus mathematischen Untersuchungen zur Stringtheorie hervorgegangen ist, und damit zusammenhängend mit Topologie von Calabi-Yau Varietäten und mit torischen Varietäten.
1995 erhielt er den Heinz Maier-Leibnitz-Preis. Er ist seit 2003 Mitglied der Heidelberger Akademie der Wissenschaften. 1998 war er Invited Speaker auf dem Internationalen Mathematikerkongress in Berlin (Mirror Symmetry and Toric Geometry). Für seine Habilitation (Hodge Theory of Hypersurfaces in Toric Varieties and Recent Developments in Quantum Physics) erhielt er 1994 den Gottschalk-Diederich-Baedeker-Preis.

## Schriften
- mit Yuri Manin: Sur le nombre des points rationnels de hauté borné des variétés algébriques. In: Mathematische Annalen, Band 286, 1990, S. 27–43
- Dual polyhedra and mirror symmetry for Calabi–Yau hypersurfaces in toric varieties. In: J. Algebraic Geometrie, 1994, S. 493–535, arxiv:alg-geom/9310003v1.
- mit Yuri Tschinkel: Manin’s conjecture for toric manifolds. In: J. Algebraic Geometrie, Band 7, 1998, S. 15–53
- mit Lev Borisov: Mirror duality and string theoretic Hodge numbers. In: Inv. Math., 126, 1996, S. 183–203, arxiv:alg-geom/9509009